# Cyril Hamnett, Baron Hamnett
Cyril Hamnett, Baron Hamnett (* 6. Juli 1906; † 17. März 1980) war ein britischer Gewerkschaftsfunktionär, Journalist und Politiker der Labour Party, der 1970 aufgrund des Life Peerages Act 1958 als Life Peer Mitglied des House of Lords wurde.

## Leben
Hamnett absolvierte nach der Schulausbildung eine Ausbildung an der Manchester Technical School und arbeitete danach als Journalist sowie Redakteur bei der Zeitschrift der Union of Shop, Distributive and Allied Workers. Er war außerdem bis 1933 Sekretär der Independent Labour Party (ILP) in Manchester. Später engagierte er sich als Mitglied des Zentralen Exekutivkomitees sowie des Parlamentarischen Ausschusses der Genossenschaftsbewegung (Co-operative Union). Darüber hinaus war er Vize-Vorsitzender der Presseorgane der Bewegung (Co-operative Press).
Er kandidierte bei den Unterhauswahlen am 23. Februar 1950 sowie am 25. Oktober 1951 für die Labour Party im Wahlkreis Knutsford ohne Erfolg für ein Abgeordnetenmandat im House of Commons, unterlag dabei aber jeweils deutlich Walter Bromley-Davenport, der den Wahlkreis zwischen 1945 und 1970 für die Conservative Party gewann. Auch bei der Wahl am 26. Mai 1955 unterlag Hamnett, der nunmehr Präsident der Labour Party in Manchester war, im Wahlkreis Knutsford dem Wahlkreisinhaber Bromley-Davenport mit 19.486 Stimmen.
Für seine langjährigen Verdienste innerhalb der Genossenschaftsbewegung wurde Hamnett durch ein Letters Patent vom 6. Juli 1970 aufgrund des Life Peerages Act 1958 als Life Peer mit dem Titel Baron Hamnett, of Warrington in the County Palatine of Lancaster, Mitglied des House of Lords und gehörte diesem bis zu seinem Tod an.

## Veröffentlichungen
- The History and Purpose of Federations, Union of Shop, Distributive and Allied Workers, 1948